# Sègnes
Les Sègnes (latinisé en Segni) étaient un petit peuple du nord-est de la Gaule (Gaule belgique selon la terminologie des Romains), dont le territoire se situait en Ardenne à proximité de la rivière Ourthe (Tilff, Esneux, Plainevaux, Poulseur, Comblain-au-Pont, Hamoir) et de la commune de Sougné-Remouchamps (rivière l'Amblève). Mentionnés dans ses Commentaires sur la Guerre des Gaules dans le cadre de la résistance d’Ambiorix, Jules César les compte parmi les Germains.
Ils avaient pour principaux voisins les Condruses, les Éburons et les Trévires. Plusieurs historiens voient en Sougné le chef-lieu des Sègnes. 

## Protohistoire
Leur présence est avérée dès 300 av. J.-C. sur les hauts plateaux de la crête ardennaise et particulièrement aux sources de l’Ourthe et de la Haute-Sûre. En 53 av. J.-C. les Condruses et les Sègnes envoient une ambassade à César afin qu’il ne les considère pas comme ennemis « et de ne pas considérer tous les Germains d’en deçà du Rhin comme faisant cause commune ». César leur demande de lui livrer les Éburons qui auraient pu se réfugier sur leurs territoires. (Livre VI, 32).
« Les Sègnes et les Condruses, peuples de race germanique et comptés parmi les Germains, qui habitent entre les Éburons et les Trévires, envoyèrent des députés à César pour le prier de ne pas les mettre au nombre de ses ennemis et de ne pas considérer tous les Germains d’en deçà du Rhin comme faisant cause commune : « Ils n’avaient pas songé à la guerre, ils n’avaient envoyé aucun secours à Ambiorix. » César, après s’être assuré du fait en interrogeant des prisonniers, leur ordonna de lui amener les Éburons qui pouvaient s’être réfugiés chez eux : « s’ils obéissaient, il respecterait leur territoire. » Après quoi il divisa ses troupes en trois corps et rassembla les bagages de toutes les légions à Atuatuca. C’est le nom d’une forteresse. Elle est située à peu près au centre du pays des Éburons ; c’est là que Titurius et Aurunculéius avaient eu leurs quartiers d’hiver. Ce lieu lui avait paru convenable pour plusieurs raisons, mais particulièrement parce que les fortifications de l’année précédente restaient intactes, ce qui épargnait la peine des soldats. Il laissa pour garder les bagages la quatorzième légion, l’une des trois qui avaient été récemment levées en Italie et emmenées en Gaule. Il confie le commandement de cette légion et du camp à Quintus Tullius Cicéron, et lui donne deux cents cavaliers. »
— Jules César, Commentaires sur la Guerre des Gaules, Livre VI, 32.
À l’époque gallo-romaine, le regroupement des Aduatuques, des Condruses, des Sègnes et des Éburons va donner naissance à la cité de Tongres.

## Sources
WikisourceJules César, Commentaires sur la Guerre des Gaules, Livre VI
- Venceslas Kruta, Les Celtes, Histoire et Dictionnaire, page 813, éditions Robert Laffont, coll. « Bouquins », Paris, 2000,  (ISBN 2-7028-6261-6).
- John Haywood (intr. Barry Cunliffe, trad. Colette Stévanovitch), Atlas historique des Celtes, éditions Autrement, Paris, 2002,  (ISBN 2-7467-0187-1).